# Concoida lui de Sluze

Concoida lui de Sluze pentru câteva valori ale lui a

În geometria algebrică concoidele lui de Sluze sunt o familie de curbe plane studiate în 1662 de matematicianul valon René François Walter, baron de Sluze.

## Definiție
Curbele sunt definite de ecuația în coordonate polare
{\displaystyle r=\sec \theta +a\cos \theta .}
În coordonate carteziene curbele satisfac ecuația implicită⁠(d)
{\displaystyle (x-1)(x^{2}+y^{2})=ax^{2}\,}
cu excepția cazului a = 0, forma implicită are un punct izolat în (0,0), care nu este prezent în forma polară.
În formă parametrică pot fi scrise sub forma
{\displaystyle x=(\sec t+a\cos t)\cos t}
{\displaystyle y=(\sec t+a\cos t)\sin t}
Sunt curbe raționale⁠(d), circulare, cubice⁠(d).
Aceste expresii au pentru a ≠ 0 o asimptotă x = 1. Punctul cel mai îndepărtat de asimptotă este (1 + a, 0). Pentru a < −1 (0,0) este un nod.
Pentru a ≥ −1 aria dintre curbă și asimptotă este
{\displaystyle |a|(1+a/4)\pi \,}
în timp ce pentru a < −1 aria este
{\displaystyle \left(1-{\frac {a}{2}}\right){\sqrt {-(a+1)}}-a\left(2+{\frac {a}{2}}\right)\arcsin {\frac {1}{\sqrt {-a}}}.}
Dacă a < −1, curba va avea o buclă. Aria buclei este
{\displaystyle \left(2+{\frac {a}{2}}\right)a\arccos {\frac {1}{\sqrt {-a}}}+\left(1-{\frac {a}{2}}\right){\sqrt {-(a+1)}}.}
Patru dintre curbe au nume proprii:
- a = 0, dreaptă (asimptota restului curbelor din familie);
- a = −1, cisoida lui Diocles⁠(d);
- a = −2, strofoida⁠(d) dreaptă;
- a = −4, trisectoarea lui Maclaurin

## Curbe înrudite
Asemănătoare cu concoida lui de Sluze este concoida lui Nicomede, a cărei ecuație în coordonate polare este:
{\displaystyle r=a\sec \theta +b.}